# Xicochi
Xicochi ist eine Motette aus dem 17. Jahrhundert von Gaspar Fernandes während dessen Schaffensperiode in Puebla in Neu-Spanien (heute Mexiko). Der Originaltext ist auf Nahuatl geschrieben. Es ist ein Beispiel für den Einfluss der indigenen Volksgruppe der Nahua – damals in Mittelamerika kulturell dominierend – auf die Musik der Kolonialzeit. Linda Ronstadt nahm das Lied für ihr im Jahr 2000 erschienenes Album A Merry Little Christmas auf.

## Text

### Original auf Nahuatl
Xicochi, xichochi,
Xicochi, xicochi
Xicochi conetzintle
Xicochi conetzintle
Caomiz hui hui xoco angelos me
Caomiz hui hui xoco angelos me
Caomiz hui hui xoco angelos me
In angelos me in angelos me

Alleluya alleluya

### Übersetzung
Schlaf, schlaf
Schlaf, schlaf
Schlaf, o mein Kind
Schlaf, o mein Kind
Die Engel sind wirklich gekommen, um dich (in die Welt) zu rufen
Die Engel sind wirklich gekommen, um dich (in die Welt) zu rufen
Die Engel sind wirklich gekommen, um dich (in die Welt) zu rufen

Halleluja, halleluja

## Quelle
- Watkins, Timothy D. "Finding Nahua Influence in Spanish Colonial Music." Rhodes College. Hassell Hall 2008.